# Vaejovis janssi
Espèce
Vaejovis janssi est une espèce de scorpions de la famille des Vaejovidae.

## Distribution
Cette espèce est endémique des îles Revillagigedo au Colima au Mexique. Elle se rencontre sur Socorro.

## Description
Le mâle holotype mesure 51,6 mm et la femelle paratype 58,2 mm.

## Étymologie
Cette espèce est nommée en l'honneur d'Edwin Janss.

## Publication originale
- Williams, 1980 : « Scorpions of Baja California, Mexico, and adjacent islands. » Occasional Papers California Academy of Sciences, no 135, p. 1-127 (texte intégral).